# Henrique Gelain
Henrique Gelain (* 12. Juni 1910 in Nova Pádua, Brasilien; † 31. Dezember 1993) war ein brasilianischer Geistlicher und römisch-katholischer Bischof von Vacaria.

## Leben
Henrique Gelain empfing am 28. Oktober 1935 das Sakrament der Priesterweihe.
Am 29. Juli 1944 ernannte ihn Papst Pius XII. zum Bischof von Cajazeiras. Der Bischof von Caxias, José Baréa, spendete ihm am 10. Dezember desselben Jahres die Bischofsweihe; Mitkonsekratoren waren der Bischof von Pelotas, Antônio Zattera, und der Prälat von Vacaria, Cândido Julio Bampi OFMCap.
Pius XII. bestellte ihn am 22. Mai 1948 zum Bischof von Cafelândia. Die Amtseinführung erfolgte am 22. August desselben Jahres. Am 28. März 1964 ernannte ihn Papst Paul VI. zum Bischof von Vacaria. Papst Johannes Paul II. nahm am 5. Februar 1986 das von Henrique Gelain aus Altersgründen vorgebrachte Rücktrittsgesuch an.
Henrique Gelain nahm an allen vier Sitzungsperioden des Zweiten Vatikanischen Konzils teil.